# Cyanophaia
Cyanophaia is een geslacht van vogels uit de familie kolibries (Trochilidae). Het geslacht telt één soort. Na DNA-onderzoek werd deze soort ondergebracht in het geslacht Riccordia.
- Riccordia bicolor  synoniem: Cyanophaia bicolor - tweekleurige kolibrie